# Callum MacDonald
Callum MacDonald (sinh ngày 31 tháng 5 năm 1983 ở Perth) là một cầu thủ bóng đá người Scotland thi đấu ở vị trí hậu vệ.
Trong sự nghiệp, MacDonald từng thi đấu cho Dundee, Peterhead và Montrose.